# Dennis Banda
Pour les articles homonymes, voir Banda.
Dennis Banda est un footballeur international zambien né le 10 décembre 1988. Il évolue actuellement au Green Buffaloes FC au poste de défenseur.

## Carrière

### En club
- Depuis 2007 :  Green Buffaloes FC

### En équipe nationale
Il joue avec l'équipe nationale zambienne. Il a également participé en 2007 à la Coupe du monde des moins de 20 ans au Canada.